# 相本和則
相本 和則（あいもと かずのり、1949年4月22日 - ）は、福岡県出身の元プロ野球選手（内野手）。

## 来歴・人物
三池工業高校では1965年夏の甲子園でチームの初優勝を経験するが、1年生であり出場はできなかった。高校同期に猿渡寛茂がいる。
高校卒業後は東海大学へ進学。首都大学野球リーグでは在学中に6回優勝。二塁手、一番打者として活躍する。1968年の明治維新百年記念明治神宮野球大会に首都大学野球リーグ代表として出場。決勝ではエース上田二郎が東京六大学野球リーグ代表の星野仙一らと投げ合い完封勝利、優勝を果たす。1969年の第18回全日本大学野球選手権大会でも決勝に進み、上田が日大の佐藤道郎と互いに無失点で投げ合う。9回表に谷口剛の決勝本塁打により3－0で快勝、初優勝を遂げた。翌1970年の第1回明治神宮野球大会は、大学同期の川端理史の好投もあって、決勝で中京大の榎本直樹を打ち崩し優勝を飾る。リーグ戦通算77試合出場、276打数81安打、打率.293、9本塁打、36打点。ベストナイン3回（二塁手）受賞。
大学卒業後は、社会人野球のキャタピラー三菱へ入社。1972年の東京スポニチ大会に遊撃手として出場。1回戦で王子製紙苫小牧から本塁打を放つなど活躍し注目される。
同年のプロ野球ドラフト会議で東映フライヤーズから3位指名を受け入団、猿渡とチームメートになる。強肩の遊撃手として期待され、1年目の1973年から開幕一軍に抜擢される。しかし、序盤は先発出場を続けるが故障もあって失速。その後も故障に祟られ、1976年限りで現役を引退した。

## 詳細情報

### 年度別打撃成績
| 年 度     | 球 団         | 試 合 | 打 席 | 打 数 | 得 点 | 安 打 | 二 塁 打 | 三 塁 打 | 本 塁 打 | 塁 打 | 打 点 | 盗 塁 | 盗 塁 死 | 犠 打 | 犠 飛 | 四 球 | 敬 遠 | 死 球 | 三 振 | 併 殺 打 | 打 率 | 出 塁 率 | 長 打 率 | O P S |
| --------- | ------------- | ----- | ----- | ----- | ----- | ----- | -------- | -------- | -------- | ----- | ----- | ----- | -------- | ----- | ----- | ----- | ----- | ----- | ----- | -------- | ----- | -------- | -------- | ----- |
| 1973      | 日拓 日本ハム | 26    | 47    | 41    | 4     | 9     | 1        | 0        | 2        | 16    | 5     | 0     | 1        | 0     | 0     | 6     | 1     | 0     | 10    | 0        | .220  | .319     | .390     | .709  |
| 1974      | 日拓 日本ハム | 11    | 26    | 25    | 2     | 7     | 0        | 0        | 0        | 7     | 1     | 0     | 0        | 1     | 0     | 0     | 0     | 0     | 2     | 0        | .280  | .280     | .280     | .560  |
| 1976      | 日拓 日本ハム | 9     | 9     | 8     | 0     | 1     | 0        | 0        | 0        | 1     | 0     | 0     | 0        | 1     | 0     | 0     | 0     | 0     | 1     | 0        | .125  | .125     | .125     | .250  |
| 通算：3年 | 通算：3年     | 46    | 82    | 74    | 6     | 17    | 1        | 0        | 2        | 24    | 6     | 0     | 1        | 2     | 0     | 6     | 1     | 0     | 13    | 0        | .230  | .288     | .324     | .612  |

- 日拓（日拓ホームフライヤーズ）は、1974年に日本ハム（日本ハムファイターズ）に球団名を変更

### 記録
- 初出場：1973年4月14日、対南海ホークス前期1回戦（後楽園球場）、8回表に遊撃手として出場
- 初先発出場：1973年4月17日、対ロッテオリオンズ前期1回戦（後楽園球場）、8番・遊撃手で先発出場、2打数1安打1打点
- 初本塁打：1973年9月16日、対近鉄バファローズ後期9回戦（日本生命球場）、8回表に神部年男から2ラン

### 背番号
- 36 （1973年）
- 8  （1974年）
- 40 （1975年 - 1976年）